# Perfect Crime
《Perfect Crime》(퍼펙트 크라임)은 2001년 7월 4일에 발매된 쿠라키 마이의 2번째 정규 음반이다. 

## 해설
- 정규 음반으로  전작 《delicious way》으로부터 약 1년만의 발매가 된다.
- 5번째 싱글 〈Simply Wonderful〉는 수록되어있지 않지만, 커플링곡인 〈think about〉은 수록되어있다.
- 누계 150만장 이상을 매상, 제 16회 일본 골드 디스크 대상에서 록&팝 앨범 오브 이어를 수상하고 있다.

## 수록곡
1. PERFECT CRIME (4:38)
  - 작사: 쿠라키 마이, 작곡: 토쿠나가 아키히토, 편곡: 토쿠나가 아키히토

TV 아사히 계열 드라마 《살기 위한 정열로서의 살인》 주제가
후에 10번째 싱글 〈Can't forget your love/PERFECT CRIME (Single Edit)〉로 토쿠나가와 이케다 다이스케의 공동작곡으로 리어레인지를 하여서 리컷된다.
2. Start in my life (5:09)
  - 작사: 쿠라키 마이, 작곡: 오노 아이카, 편곡: Cybersound

7번째 싱글 〈차가운 바다/Start in my life〉의 2번째 트랙. 요미우리 TV 애니메이션 《명탐정 코난》 엔딩 테마.
3. Reach for the Sky (4:48)
  - 작사: 쿠라키 마이, 작곡: 오노 아이카, 편곡: Cybersound

6번째 싱글 NHK 아침 연속 TV 소설 《오드리》주제가
4. Brand New Day (3:47)
  - 작사: 쿠라키 마이, 작곡: 오노 아이카, 편곡: 토쿠나가 아키히토
5. Stand Up (4:39)
  - 작사: 쿠라키 마이, 작곡 · 편곡: 토쿠나가 아키히토

8번째 싱글. 코카콜라 소켄비차 CM 송.
6. Come on! Come on! (4:11)
  - 작사: 쿠라키 마이, 마이클 어프릭, 작곡: 페리 게이어, 미구엘 사 페소아, 마이클 어프릭, 편곡: Cybersound

라이브도어 팟캐스트 BEING GIZA STUDIO PODCASTING 오프닝 테마
후지 TV계 《감동 팩토리 스포루토!》 이미지 송
도쿄 뉴스 통신사 TOKYO BROS. CM 송
7. always (4:09)
  - 작사: 쿠라키 마이, 작곡: 오노 아이카, 편곡: Cybersound

9번째 싱글. 라이브에서는 앵콜로 부려지는 것이 많다. 극장판 《명탐정 코난: 천국으로의 카운트다운》 주제가에 이어서 요미우리 TV 애니메이션 《명탐정 코난》 엔딩 테마.
8. What are you waiting for (5:04)
  - 작사: 쿠라키 마이, Keith Bazzle, 작곡: 카사하라 토모오, YOKO Black. Stone, 편곡: YOKO Black. Stone

R&B색이 강하게 나오는 곡.
9. think about (4:42)
  - 작사: 쿠라키 마이, YOKO Black. Stone　, 작곡 · 편곡: YOKO Black. Stone

5번째 싱글 〈Simply Wonderful〉의 커플링곡.
10. 차가운 바다(冷たい海) (4:43)
  - 작사: 쿠라키 마이, 작곡: 오노 아이카, 편곡: Cybersound

7번째 싱글 〈차가운 바다/Start in my life〉의 1번째 트랙. 소년 범죄에 대해서 불렀던 시리어스한 작품.
11. Reach for the Sky GOMI REMIX (Radio Edit) (4:13)
  - Remixed by GOMI

6번째 싱글 〈Reach for the Sky〉에도 수록되어있다.
12. 언젠가는 저 하늘에(いつかは あの空に) (4:32)
  - 작사: 쿠라키 마이, 작곡: 오노 아이카, 편곡: Cybersound

가사는 “마루 위에 떨어져버린 하얀 꽃”(床の上に落ちてしまった白い花)과 자신을 겹쳐 쓰여지고 있다.
13. The ROSE (melody in the sky) (2:00)
  - 작사:쿠라키 마이, 작곡 · 편곡: 오노 아이카

전체 영어가사인 짧은 피아노 발라드. 멀리 떨어져버린 사람을 그립게 생각하는 마음을 부르고 있다. 이 곡의 라이브 리허설 버전이 〈PUZZLE/Revive〉의 초회한정반에 수록되어있다.